# Chet Carlisle
Chester Gray "Chet" Carlisle (nacido el 2 de noviembre de 1916 en Los Ángeles, California y fallecido el 3 de agosto de 1988 en Marin, California) fue un jugador de baloncesto estadounidense que disputó una temporada en la BAA, además de jugar en la AAU. Con 1,96 metros de estatura, jugaba en la posición de ala-pívot.

## Trayectoria deportiva

### Universidad
Jugó durante su etapa universitaria con los Golden Bears de la Universidad de California en Berkeley, convirtiéndose en el primer jugador de dicha institución en llegar a jugar en la BAA o la NBA.

### Profesional
Tras dejar la universidad, jugó en los Oakland Athens A.C. de la Amateur Athletic Union, con los que fue elegido en 1941 All-American. No fue hasta 1946 cuando firmó su primer contrato profesional, con los Chicago Stags de la recién creada BAA, con los que jugó una temporada, en la que promedió 5,0 puntos por partido, llegando a disputar las finales en las que cayeron ante los Philadelphia Warriors.

## Estadísticas de su carrera en la BAA

### Temporada regular
| Temporada | Edad | Equipo        | Liga | P  | TC  | TCA | %TC  | TL  | TLA | %TL  | ASIS | FP  | PTS |
| 1946-47   | 30   | Chicago Stags | BAA  | 51 | 2.0 | 7.3 | .268 | 1.1 | 1.8 | .609 | 0.3  | 2.7 | 5.0 |
| Total     |      |               | BAA  | 51 | 2.0 | 7.3 | .268 | 1.1 | 1.8 | .609 | 0.3  | 2.7 | 5.0 |

### Playoffs
| Temporada | Edad | Equipo        | Liga | P  | TC  | TCA | %TC  | TL  | TLA | %TL  | ASIS | FP  | PTS |
| 1946-47   | 30   | Chicago Stags | BAA  | 10 | 2.0 | 8.8 | .227 | 1.6 | 2.8 | .571 | 0.2  | 3.3 | 5.6 |
| Total     |      |               | BAA  | 10 | 2.0 | 8.8 | .227 | 1.6 | 2.8 | .571 | 0.2  | 3.3 | 5.6 |